# Тюменцев Олександр Володимирович
Олекса́ндр Володи́мирович Тюме́нцев (6 травня 1978 — 23 листопада 2017) — старший лейтенант Збройних сил України, учасник російсько-української війни.

## Життєпис
Народився 1978 року в селищі Піонерське (Тюменська область). Мешкав у місті Лубни (Полтавська область); навчався в лубенській загальноосвітній школі № 1, яку закінчив 1995 року. Вступив на навчання до Одеського інституту сухопутних військ; після чого 3 роки служив командиром механізованого взводу у військовій частині Володимира-Волинського. 2002 року звільнився з військової служби, працював на підприємствах Лубен, у 2006—2008-х — на посаді начальника відділу з питань надзвичайних ситуацій виконавчого комітету Лубенської міської ради№ з 2008 року займався підприємницькою діяльністю.
З серпня 2014 до літа 2015 року служив за мобілізацією у складі 831-ї бригади тактичної авіації, брав участь в бойових діях; у травні 2017-го підписав контракт, старший лейтенант, командир гранатометного взводу роти вогневої підтримки, 16-й окремий мотопіхотний батальйон «Полтава».
23 листопада 2017 року загинув у ході восьмигодинного бойового зіткнення в районі Бахмутської траси — від численних поранень у голову — бої по лінії село Кримське (Новоайдарський район) — окуповане смт Сентянівка. Близько 7:30 на спостережному пункті було виявлено пересування ДРГ у напрямку Бахмутської траси, на перехоплення вийшла мобільна група. Під час переслідування відступаючого противника група перейшла трасу та потрапила у засідку. В подальшому вогнем мінометних розрахунків було припинено спробу терористів зайти з правого флангу; бойові дії тривали до сутінків. Двоє військовиків, які опинились в оточенні, вступили в локальний бій, зуміли зробити мінні пастки, перечекали до ранку та вийшли до своїх. Тоді ж загинули сержант Олександр Сухінін, молодший сержант Денис Кривенко, солдат Сергій Шевченко, один поранений військовик потрапив у полон; одного із загиблих було евакуйовано одразу після бою, ще три тіла терористи передали українським ветеранам Афганістану 25 листопада на мосту біля міста Щастя.
Похований 28 листопада 2017 року в місті Лубни.
Без Олександра лишилась мама, донька та син.

## Нагороди та вшанування
- указом Президента України № 42/2018 від 26 лютого 2018 року «за особисту мужність і самовіддані дії, виявлені у захисті державного суверенітету та територіальної цілісності України, зразкового виконання військового обов'язку» — нагороджений орденом «За мужність» III ступеня[1]